# Presle
Presle és un municipi francès situat al departament de la Savoia i a la regió d'Alvèrnia-Roine-Alps. L'any 2007 tenia 442 habitants.

## Demografia

### Població
El 2007 la població de fet de Presle era de 442 persones. Hi havia 165 famílies de les quals 39 eren unipersonals (23 homes vivint sols i 16 dones vivint soles), 55 parelles sense fills, 55 parelles amb fills i 16 famílies monoparentals amb fills.
La població ha evolucionat segons el següent gràfic:
Habitants censats

### Habitatges
El 2007 hi havia 273 habitatges, 174 eren l'habitatge principal de la família, 73 eren segones residències i 26 estaven desocupats. 260 eren cases i 13 eren apartaments. Dels 174 habitatges principals, 145 estaven ocupats pels seus propietaris, 23 estaven llogats i ocupats pels llogaters i 6 estaven cedits a títol gratuït; 1 tenia una cambra, 20 en tenien dues, 36 en tenien tres, 52 en tenien quatre i 66 en tenien cinc o més. 160 habitatges disposaven pel capbaix d'una plaça de pàrquing. A 61 habitatges hi havia un automòbil i a 105 n'hi havia dos o més.

### Piràmide de població
La piràmide de població per edats i sexe el 2009 era:
| Homes | Edats   | Dones |
| ----- | ------- | ----- |
| 0     | 95 o +  | 0     |
| 0     | 90 a 94 | 0     |
| 0     | 85 a 89 | 4     |
| 0     | 80 a 84 | 0     |
| 0     | 75 a 79 | 12    |
| 4     | 70 a 74 | 0     |
| 8     | 65 a 69 | 8     |
| 32    | 60 a 64 | 12    |
| 8     | 55 a 59 | 16    |
| 24    | 50 a 54 | 20    |
| 16    | 45 a 49 | 12    |
| 16    | 40 a 44 | 12    |
| 8     | 35 a 39 | 16    |
| 12    | 30 a 34 | 8     |
| 0     | 25 a 29 | 8     |
| 24    | 20 a 24 | 8     |
| 20    | 15 a 19 | 12    |
| 28    | 10 a 14 | 12    |
| 8     | 5 a 9   | 8     |
| 8     | 0 a 4   | 4     |

## Economia
El 2007 la població en edat de treballar era de 281 persones, 206 eren actives i 75 eren inactives. De les 206 persones actives 191 estaven ocupades (111 homes i 80 dones) i 16 estaven aturades (8 homes i 8 dones). De les 75 persones inactives 37 estaven jubilades, 11 estaven estudiant i 27 estaven classificades com a «altres inactius».

### Ingressos
El 2009 a Presle hi havia 175 unitats fiscals que integraven 425 persones, la mediana anual d'ingressos fiscals per persona era de 19.036 €.

### Activitats econòmiques
Dels 11 establiments que hi havia el 2007, 5 eren d'empreses de construcció, 3 d'empreses de comerç i reparació d'automòbils, 1 d'una empresa de transport, 1 d'una empresa d'hostatgeria i restauració i 1 d'una empresa de serveis.
Dels 5 establiments de servei als particulars que hi havia el 2009, 1 era un paleta, 1 guixaire pintor, 1 fusteria i 2 electricistes.
L'any 2000 a Presle hi havia 12 explotacions agrícoles.

## Equipaments sanitaris i escolars
El 2009 hi havia una escola elemental.

## Poblacions més properes
El següent diagrama mostra les poblacions més properes.